# SC Imst
SC Imst is een in 1933 opgerichte voetbalclub uit de stad Imst dat in het westen van de Oostenrijkse deelstaat Tirol ligt. De kleuren van de vereniging zijn rood-wit, de thuiswedstrijden worden gespeeld in de Velly Arena. 

## Geschiedenis
De voetbalclub werd op 19 april 1933 opgericht als FC Imst, maar moest door hoge schulden in 1955 het faillissement aanvragen. Het hierna opgerichte SC Imst vierde de hoogtijdagen tussen 1982 en 1988 toen het in de Regionalliga speelde, het hoogste amateurniveau. Het duurde tot en met 2019 vooraleer SC Imst terug kon keren in de Regionalliga. 
In 1985 en 1986 werd SC Imst de winnaar van de Tiroler Cup. 